# Felipe Martinez Carbonell
Felipe Martinez Carbonell (Rosario, província de Santa Fe, 21 d’octubre de 1990) és un director de cinema, productor de cinema, guionista i editor de cinema argentí conegut pel seu treball en el gènere cinema de terror.

## Primers anys
Martínez Carbonell va néixer a Rosario, Argentina. Es va graduar a l'Escola Provincial de Cinema i TV de Rosario, Argentina (EPCTV) l'any 2012. Va obtenir un certificat de postgrau en producció cinematogràfica a la Universitat de Califòrnia a Los Angeles (UCLA) el 2016. A més de dirigir anuncis i vídeos institucionals, Martínez Carbonell també va treballar com a director/productor per a Acento Advertising.

## Pel·lícules
Martínez Carbonell ha treballat com a productor, productor executiu, director o en una altra capacitat creativa en diverses pel·lícules on no va ser acreditat.

### Director, productor, escriptor i editor

#### Curtmetratges
| Any  | Pel·lícula (castellà) | Pel·lícula (anglès) | Credited as | Credited as | Credited as | Credited as | Notes | Ref.  |
| Any  | Pel·lícula (castellà) | Pel·lícula (anglès) | Director    | Productor   | Escriptor   | Editor      | Notes | Ref.  |
| ---- | --------------------- | ------------------- | ----------- | ----------- | ----------- | ----------- | ----- | ----- |
| 2011 | Delincuentes          |                     | Sí          | Sí          | Sí          | Sí          |       |       |
| 2012 | Llantos               | Tears               | Sí          | Sí          | Sí          | Sí          |       |       |
| 2014 | Momento               | Moment              | Sí          | Sí          | Sí          | Sí          |       |       |
| 2020 | Retrato Imaginario    | Imaginary Portrait  | Sí          | Sí          | Sí          | Sí          |       | [ 6 ] |
| 2022 | Perseguidos           | Followers           | Sí          | Sí          | Sí          | Sí          |       |       |

## Premis
- Buenos Aires Rojo Sangre (2021)
  - Guanyador, millor editor i millor guió per Retrato Imaginario.[7]
- Festival Latinoamericano de Video Rosario (2014)
  - Guanyador, millor pel·lícula per Momento.[8]

## Refer`rncies
1. ↑  «Martínez Carbonell: "A los que me decían que era imposible vivir del cine, les demostré lo contrario"». La Capital. [Consulta: 3 març 2021].
2. ↑  «Felipe Martínez Carbonell, creador de diversos mundos dentro del cine» (en espanyol europeu). DEBATE. [Consulta: 3 març 2021].
3. ↑  «Felipe Martínez Carbonell: de Rosario para el mundo, de la mano del terror» (en espanyol europeu). infobae. [Consulta: 16 abril 2022].
4. ↑  «Felipe Martínez Carbonell, el cineasta rosarino, ya pre-produce su cuarto proyecto» (en castellà). www.prensario.net. [Consulta: 11 abril 2021].
5. ↑  «Probó suerte en Hollywood, le fue bien y estrena corto 100% rosarino» (en castellà). puntobiz.com.ar. [Consulta: 11 abril 2021].
6. ↑  «El cineasta rosarino Felipe Martínez Carbonell presenta "Retrato Imaginario"». IMPULSO, 13-08-2020. [Consulta: 11 abril 2021].
7. ↑  «Palmarés BARS21 |» (en anglès americà). [Consulta: 3 març 2021].
8. ↑  «Todos los premiados del Festival de Video» (en castellà). Rosario3. [Consulta: 3 març 2021].